# Уразовка (Мордовия)
Уразовка — деревня в Атюрьевском районе Республики Мордовия. Входит в состав Курташкинского сельского поселения.

## История
В «Списке населённых мест Пензенской губернии за 1869» Уразовка казенная и владельческая деревня из 11 дворов входящая в состав Краснослободского уезда.

## Население
| 2002 | 2010 |
| ---- | ---- |
| 3    | ↘1   |

Национальный состав
Согласно результатам Всероссийской переписи населения 2002 года, в национальной структуре населения русские составляли 100 %.